# 万座温泉

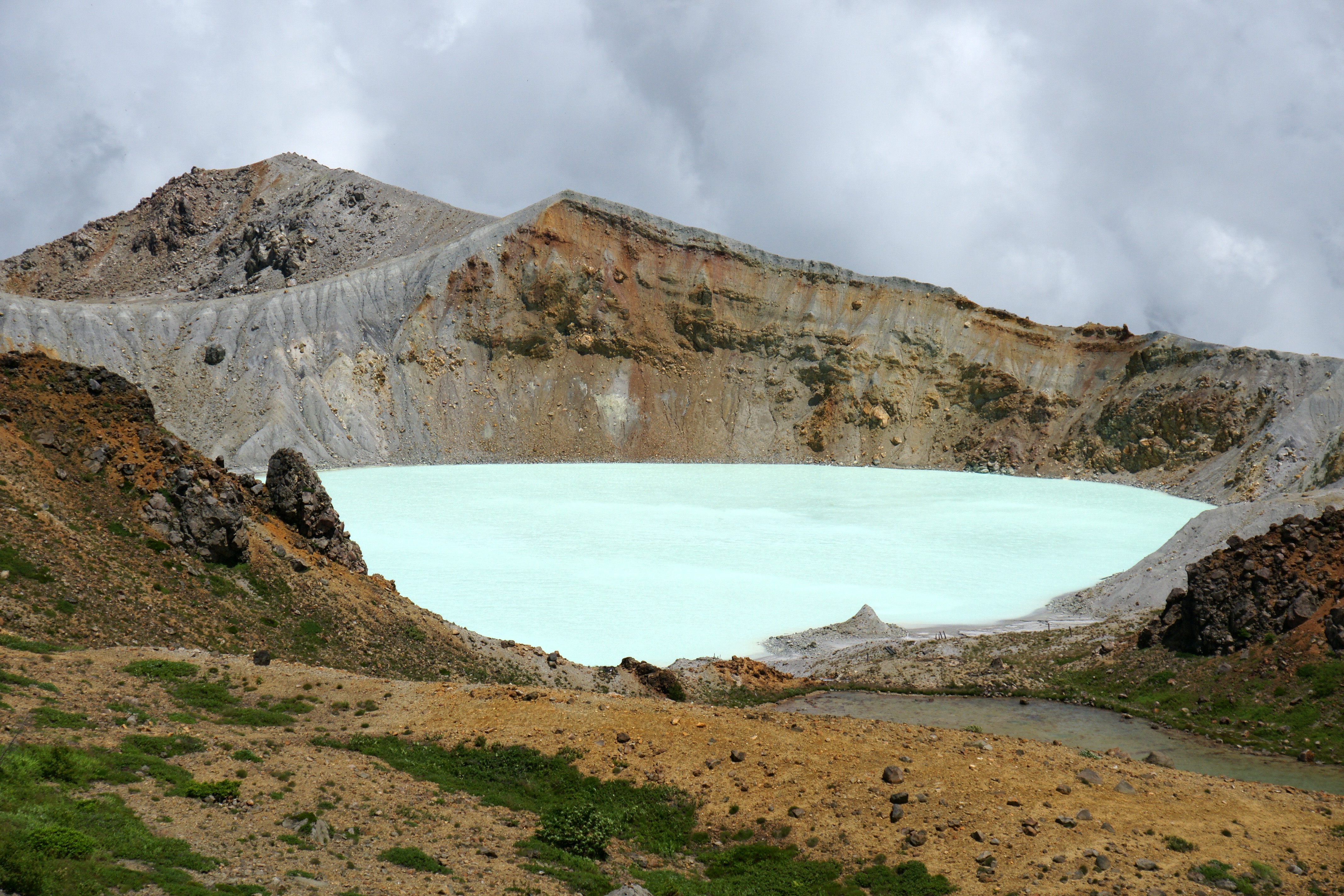
湯釜

万座温泉（まんざおんせん）は、群馬県吾妻郡嬬恋村干俣（ほしまた）（旧国上野国）にある上信越高原国立公園内、標高1,800mに位置する温泉。岐阜県下呂市の濁河温泉と並び通年自家用車で辿り着ける日本最高所の温泉である。近くには湯釜・涸釜・水釜の3つの爆裂火口湖がある。

## 泉質
- 酸性硫黄泉（硫化水素泉）

白濁、または黄濁した湯が特徴であり、硫黄成分の含有量が日本一の温泉である。毎分3,750Lの湧出量がある。

## 温泉街

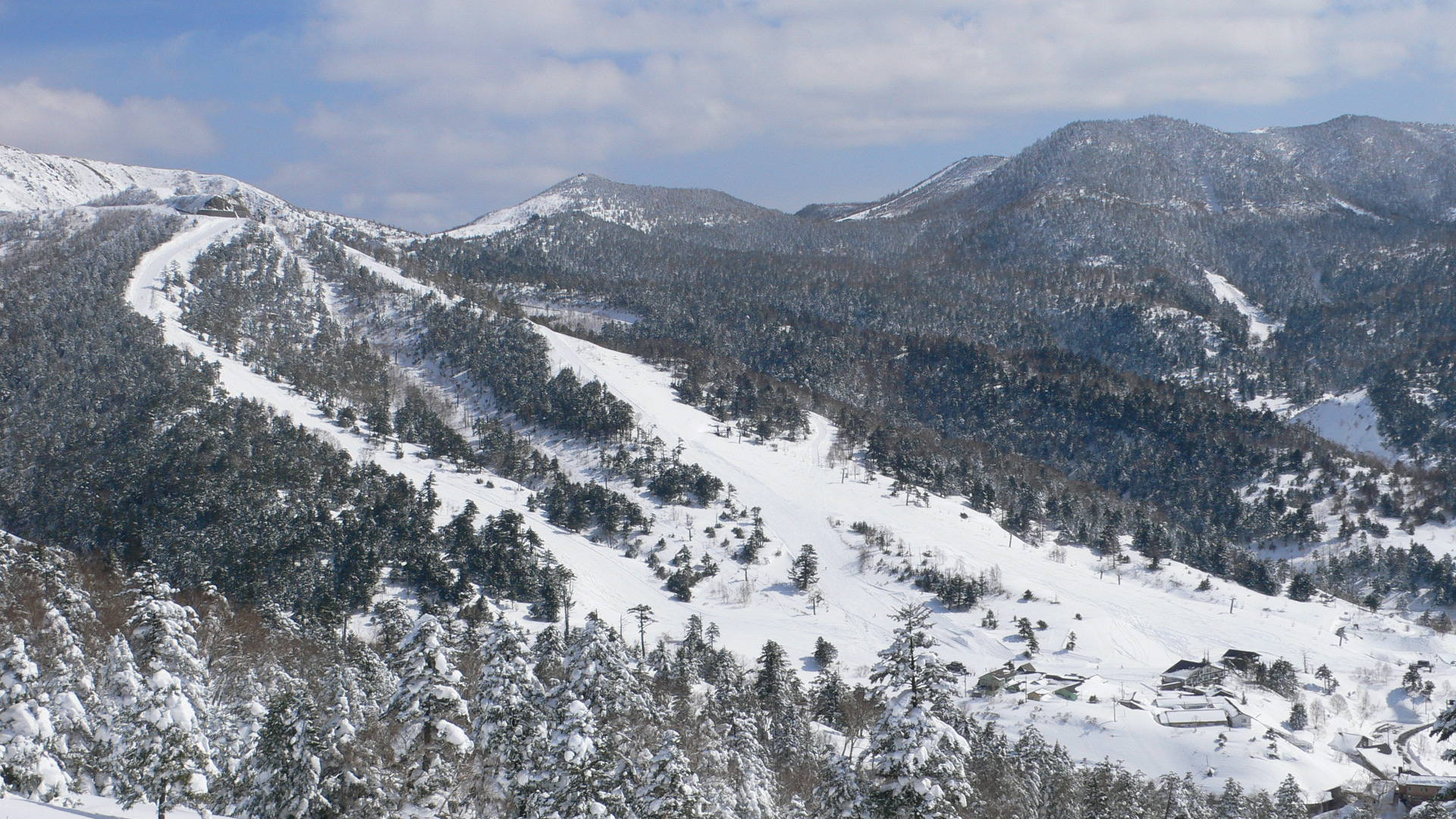
万座温泉スキー場

草津白根山山麓に位置し、冬はスキーのメッカとして春から秋にかけてはかつては湯治場としてにぎわった。源泉温度が高いことからもうもうと湯けむりを上げ、源泉地は地獄的な様相を見せ、硫黄の匂いが充満している。川床には至る所に源泉が湧出している。中心部の外れにある「空吹」(からぶき)と呼ばれる水蒸気を含んだ硫化水素煙の噴出口は万座温泉の名物となっている(2012年頃から噴出量が減少し以前ほどの迫力はなくなっている)。なだらかな山の斜面に旅館・ホテルが点在し、後背には万座温泉スキー場がある。一帯が国立公園のため、施設増改築などが思うようにできず、やや老朽化した施設が多い。廃業・他社に吸収された宿泊施設もあり、2019年現在は個人客向け営業を行っている旅館・ホテルは7軒である。長期滞在の湯治客のために、自炊のできる宿泊施設もあるが、地区内はコンビニエンスストアがなく各宿泊施設の売店しかない。また、万座温泉スキー場は映画「私をスキーに連れてって」の撮影地にもなった。湯畑・姥の湯・大苦湯・鉄湯・法性の湯など10ケ所あまりの源泉がある。

## 歴史
開湯時期は不明である。周辺では弥生土器が出土している。坂上田村麻呂が鬼退治をした伝説があり、戦国時代には武士が湯治に訪れた記録もある。江戸時代にも湯治場として開けていたが、あまり栄えてはいない。万座温泉が本格的に開けてくるのは、戦後になって西武グループによるリゾート開発が行われ、交通の便が改善されてからである。
1983年2月22日、万座温泉ホテル(日進館)旧館から出火し、1000m2を全焼。スキー客4人が軽傷を負った。硫黄で錆びた火災報知器が作動せず、適マークもなかった。長野原警察署と吾妻広域西部消防署によると、旧館には満員の135名が宿泊して寝込んでいたが、雪が深かったことが幸いしてほとんどの客が窓から飛び降りたため惨事にはならなかった。
2004年に発生した温泉偽装問題では、温泉を引いていないにもかかわらず、ウェブサイト上に温泉利用を思わせる表記を行っていた旅館があったと報じられた。以後、当該施設での表記は改善された。2019年現在では当該施設はいずれも経営が変わっている。

## アクセス
- 鉄道（JR東日本）

吾妻線万座・鹿沢口駅より西武観光バスで約40分。
北陸新幹線軽井沢駅より西武観光バスで約90分。（万座・鹿沢口駅経由）
- 万座温泉地区には手前から「万座温泉」バス停留所、中心部となる「万座プリンスホテル」バス停留所、その後に「万座温泉上」バス停留所と3箇所のバス停留所がある。

- 自動車

通年利用できるのは有料道路の万座ハイウェーのみ（嬬恋村三原から約22kmの距離）。
春季～秋季は志賀草津高原ルートが利用できる(冬季は通行止め)。なお草津白根山の噴火警戒レベルの影響により、(草津)殺生河原駐車場～万座三差路間は通行止めとなることがある。2019年4月現在は噴火警戒レベル2であり本来なら終日通行止めとするところ、例外的に日中のみ通行可としている(自転車・バイク・オープンカー等は通行不可)(霧等の気象条件によって通行止めとなることがある)。